# زاهد محمود
زاهد محمود (بالفارسية: زاهدمحمود) (بالإنجليزية: Zahed Mahmud)‏، قرية في قسم حومه الريفي، الناحية المركزية، مقاطعة لارستان، محافظة فارس، إيران. يبلغ عدد سكانها حسب إحصاء عام 2006 ميلادية 316 نسمة في 61 عائلة.